# 678300 Herbertcouriol
678300 Herbertcouriol este o planetă minoră (asteroid) din centura de asteroizi. A fost descoperită pe 29 august 2017 la  de Michel Ory⁠(d). 
Obiectul prezintă o orbită caracterizată de o semiaxă mare de 2,5968178900886 UAi, o excentricitate de 0,33912326491622, o înclinație de 6,0183504003929 ° în raport cu ecliptica.